# Blackshear
Blackshear je město ve Pierce County, v Georgii, ve Spojených státech amerických. V roce 2011 žilo ve městě 3454 obyvatel.

## Demografie
Podle sčítání lidí v roce 2000 žilo ve městě 3283 obyvatel, 1354 domácností a 894 rodin. V roce 2011 žilo ve městě 1588 mužů (46,0%), a 1866 žen (54,0%). Průměrný věk obyvatele je 40 let.